# ديك كولينز
ديك كولينز (بالإنجليزية: Dick Collins)‏ هو موسيقي أمريكي، ولد في 19 يوليو 1924 في سياتل في الولايات المتحدة.

## وصلات خارجية
- ديك كولينز على موقع ميوزك برينز (الإنجليزية)
- ديك كولينز على موقع أول ميوزيك (الإنجليزية)
- ديك كولينز على موقع ديسكوغز (الإنجليزية)